# Tortues Ninja : La Nouvelle Génération
Pour les personnages, voir Tortues Ninja.
Pour les articles homonymes, voir Tortues Ninja (homonymie).
Tortues Ninja : La Nouvelle Génération (Ninja Turtles: The Next Mutation) est une série télévisée américaine en 26 épisodes de 25 minutes, créée par Kevin Eastman et Peter Laird, et diffusée du 12 septembre 1997 au 15 mai 1998 dans le bloc de programmation Fox Kids. Il s'agit alors de la première série en prise de vues réelles sur les Tortues Ninja.
En France, la série a été diffusée à partir du 2 septembre 1998 sur TF1 et Club Disney puis sur Fox Kids.
La série a été longtemps disponible dans son intégralité sur la plateforme de video Netflix, depuis le 15 juin 2011, mais a été retiré le 31 janvier 2021.

## Synopsis
Au plus profond des égouts vivent quatre tortues mutantes, devenues des humanoïdes pros des arts martiaux et grands amateurs de pizza ! Ces étranges créatures sont guidées par leur maître, le rat Splinter, qui a aussi subi une mutation à la suite du contact avec une substance chimique mystérieuse... Les Tortues Ninja sont désormais âgées de 18 ans. Leur maître Splinter est victime de Dragon Lord, une terrible créature avide de pouvoir. Pour le secourir, les quatre ninja sont rejoints par une nouvelle alliée, Vénus. Un long combat s'annonce... et pas de tout repos!

## Distribution
- Jarred Blancard et Larry Lam (VO : Kirby Morrow et VF : Adrien Antoine) : Michelangelo
- Mitchell A. Lee Yuen et Dean Choe (VO : Matt Hill et VF : Antoine Nouel) : Raphael
- Gabe Khouth et Shishir Inocalla (VO : Michael Dobson VF : Emmanuel Karsen) : Leonardo
- Richard Yee et David Soo (VO : Jason Gray-Stanford et VF : Vincent Barazzoni) : Donatello
- Nicole Parker et Leslie McMichael (VO : Lalainia Lindberg et VF : Laurence Saquet) : Vénus
- Fiona Scott (VO : Stephen Mendel et VF : Olivier Destrez) : Splinter
- Doug Parker (VO : Patrick P. Pon et VF : Marc Bretonnière) : Shredder
- Gerald Wong (VO : Christopher Gaze et VF : Thierry Mercier) : Seigneur Dragon
- Adam Behr et Will Terezakis (VO : Lee Tockar et VF : Marc Bretonnière) : Wick
- Andrew Kavadas (VF : Marc Bretonnière): Lieutenant Dragon
- Simon Webb (VF : Henri Courseaux) : Dr. Cornélius Quease
- Scott McNeil (VF : Marc François): Simon Bonesteel
- Garry Chalk (VF : Jean-Claude Balard): Silver
- Kira Clavell (VO : Saffron Henderson) : Vam-Mi
- Tseng Chang (VO : Dale Wilson et VF : Serge Lhorca) : Chung I

## Épisodes
1. L'Orient à la recherche de l'Occident - 1re partie (East Meets West - Part 1)
2. L'Orient à la recherche de l'Occident - 2e partie (East Meets West - Part 2)
3. L'Orient à la recherche de l'Occident - 3e partie (East Meets West - Part 3)
4. L'Orient à la recherche de l'Occident - 4e partie (East Meets West - Part 4)
5. L'Orient à la recherche de l'Occident - 5e partie (East Meets West - Part 5)
6. La Houlette de Bu Ki (The Staff of Bu-Ki)
7. Un drôle de singe (Silver and Gold)
8. Le Savant fou (Meet Dr. Quease)
9. Le Bébé tortue (All in the Family)
10. Le Nouveau Roi (King Wick)
11. Le Bulletin de loto (Windfall)
12. La Grande Nuit des animaux (Turtles' Night Out)
13. Les Clones (Mutant Reflections)
14. Tous à l'écoute de Radio égouts (Truce or Consequences)
15. Hypnose (Sewer Crash)
16. Gare aux gorilles (Going Ape)
17. L'ennemi de mon ennemi (Enemy of my Enemy)
18. Méfiez-vous du Docteur Quease (Trusting Dr. Quease)
19. Le Bon Dragon (The Good Dragon)
20. L'Invité de Splinter (The Guest)
21. Les Frères ennemis (Like Brothers)
22. Cœur de vampire - 1re partie (Unchain My Heart - Part 1)
23. Cœur de vampire - 2e partie (Unchain My Heart - Part 2)
24. Cœur de vampire - 3e partie (Unchain My Heart - Part 3)
25. Cœur de vampire - 4e partie (Unchain My Heart - Part 4)
26. Mais à quoi joue Vénus ? (Who Needs Her?)